# Rudolf Bruhn
Rudolf Harald Bruhn (8. april 1889 i København – 14. oktober 1918 smst ) var lærer og forfatter.
Rudolf Bruhn blev født i Sankt Jakobs Sogn som søn af manufakturhandler Harald Hugo Bruhn (født 23. august 1851 i København) og hustru Dorthea Hansine, f. Nielsen (født 9. april 1859 i København), bosiddende Østerbrogade 49, Kbh. Ø. Søsteren Bernhardine (født 13. juli 1884) var lærerinde.
Rudolf Bruhn blev dimitteret i 1910 fra Jonstrup Seminarium, hvor hans bestseller-ungdomsbog De seks (1916) foregår. Den var fortsættelsen af Drenge (1914) og skildrer miljøet på et lærerseminarium.
Bruhn var aktiv i Frivilligt Drengeforbund (FDF), og hans bøger bærer et kristent budskab.
En kendt novelle fra mange læsebøger er Sørens spille, som tit læses op mod jul. Bruhn var lærer ved Københavns Skolevæsen juni 1910 - november 1911, og lærer ved Varde Borgerskole november 1911 - januar 1913. Derefter var han ansat på Gasværksvejens Skole i København, indtil han døde af den spanske syge i 1918.
Rudolf Bruhn boede ved sin død i barndomshjemmet Østerbrogade 49 . Han var ugift. Begravelsen blev forrettet fra Sankt Jakobs Kirke af seminarieforstander, cand.theol. Stig Bredstrup (1863-1939) fra Jonstrup Seminarium. Graven er på Vestre Kirkegård.